# Naama (kraljica)
Pogledajte također "Naama".
Naama ("ona koja se slaže") bila je kraljica Izraela i Judeje kao supruga kralja Salomona. Bila je Amonka te je bila majka Roboama i baka Abijama. Spominje se u Bibliji, u starozavjetnim knjigama: Prvoj knjizi o Kraljevima (1 Kr 14,21-31) i Drugoj knjizi Ljetopisa (2 Ljet 12,13). Bila je pretkinja sv. Josipa.